# Liste der Naturdenkmale in Udler
Die Liste der Naturdenkmale in Udler nennt die im Gemeindegebiet von Udler ausgewiesenen Naturdenkmale (Stand 4. Juni 2024).

## Naturdenkmale
| Nr.         | Bezeichnung         | Lage                                                     | Beschreibung                                                                                     | Bild                                    |
| ----------- | ------------------- | -------------------------------------------------------- | ------------------------------------------------------------------------------------------------ | --------------------------------------- |
| ND-7233-199 | Eiche am Sangweiher | nördlich des Ortes; Flur Jenseits der Gemeinde Wies Lage | Quercus robur, vor 1650 gekeimt, 25 m hoch bei 3,3 m Brusthöhenumfang und 25 m Kronendurchmesser | Direkt Bild zu diesem Denkmal hochladen |